# لوك أويل
لوك أويل (بالإنجليزية: Lukoil)، هي شركة روسية متعددة الجنسيات للطاقة ومقرها في موسكو، وتخصصت في مجال استخراج وإنتاج ونقل وبيع النفط والغاز الطبيعي والمنتجات النفطية والبيتروكيماويات والكهرباء. تأسست الشركة في عام 1991 عند دمج ثلاث شركات تديرها الدولة تعمل في غرب سيبريا، وأخذت الشركة إسمها إختصار من أول حرف من ثلاث مناطق كانت الشركات الثلاث تعمل فيها وهي Langepasneftegaz، Urayneftegaz، وKogalymneftegaz، إسمها هو مزيج من اختصار LUK (الأحرف الأولى من المدن المنتجة للنفط Langepas، أوراي، Kogalym) وأضيفت إليها الكلمة الإنجليزية «النفط». ليصبح الإسم لوك أويل، هي ثاني أكبر شركة في روسيا بعد شركة غازبروم، وأكبر مشروع غير حكومي في البلاد من حيث الإيرادات (4.744 مليار روبل).على الصعيد الدولي، تعد واحدة من أكبر منتجي النفط الخام في العالم، في عام 2012 أنتجت الشركة 89.856 مليون طن من النفط (1.813 مليون برميل في اليوم). تمتلك الشركة عمليات وفروع في أكثر من 40 دولة حول العالم.

## مناطق الامتياز

### مصر
| منطقة الإمتياز                  | الشركة القائمة بالعمليات                                | الشركة الموقعة للإتفاقية      | التشريعات المنظمة       | التشريعات المنظمة | ملاحظات |
| منطقة الإمتياز                  | الشركة القائمة بالعمليات                                | الشركة الموقعة للإتفاقية      | القانون                 | التعديلات أو القوانين التي حلت محله                                                                                        | ملاحظات |
| ------------------------------- | ------------------------------------------------------- | ----------------------------- | ----------------------- | --- | ------- |
| امتدادات غرب عش الملاحة         | بتروملاحة بالإشتراك مع ثروة للبترول تديرها شركة اشبيتكو |                               | قانون رقم 138 لسنة 2009 | |         |
| غرب جيسوم بخليج السويس          |                                                         | لوك أويل أوفرسيز ايجيبت ليمتد | قانون رقم 83 لسنة 2003  | |         |
| شمال شرق جيسوم بخليج السويس     |                                                         | لوك أويل أوفرسيز ايجيبت ليمتد | قانون رقم 84 لسنة 2003  | |         |
| غرب عش الملاحة                  | اشبيتكو «عش الملاحة»                                    |                               | قانون رقم 114 لسنة 1993 | - قانون رقم 22 لسنة 1995 - قانون رقم 188 لسنة 2023                                                                         |         |
| مليحة المندمجة بالصحراء الغربية | عجيبة للبترول بالإشتراك مع شركة إيوك                    | لوك أويل أوفرسيز إيجيبت ليمتد | قانون رقم 5 لسنة 1978   | - قانون رقم 74 لسنة 1996 - قانون رقم 4 لسنة 2004 - قانون رقم 4 لسنة 2007 - قانون رقم 5 لسنة 2007 - قانون رقم 215 لسنة 2020 |         |